# Vestens vilde rytter
Vestens vilde rytter er en amerikansk stumfilm fra 1923 af Edwin Carewe.

## Medvirkende
- Holbrook Blinn som Pancho Lopez
- Jack Mulhall som Gilbert Jones
- Walter McGrail som Morgan Pell
- Enid Bennett som Mrs. Morgan Pell
- Harry Myers som Giddings
- Charles A. Sellon som Henry